# Kampfgeschwader 66
Kampfgeschwader 66 foi uma unidade de bombardeiros da Luftwaffe que prestou serviço durante a Segunda Guerra Mundial. Operou aviões Dornier Do 217, Junkers Ju 88 e Ju 188.